# قسم دهشال الريفي (مقاطعة آستانة أشرفية)
قسم دهشال الريفي (بالفارسية: دهستان دهشال) هي منطقة سكنية تقع في إيران في قسم. يقدر عدد سكانها بـ 9,125 نسمة .